# Liste der Straßennamen von Ahorn (Baden)

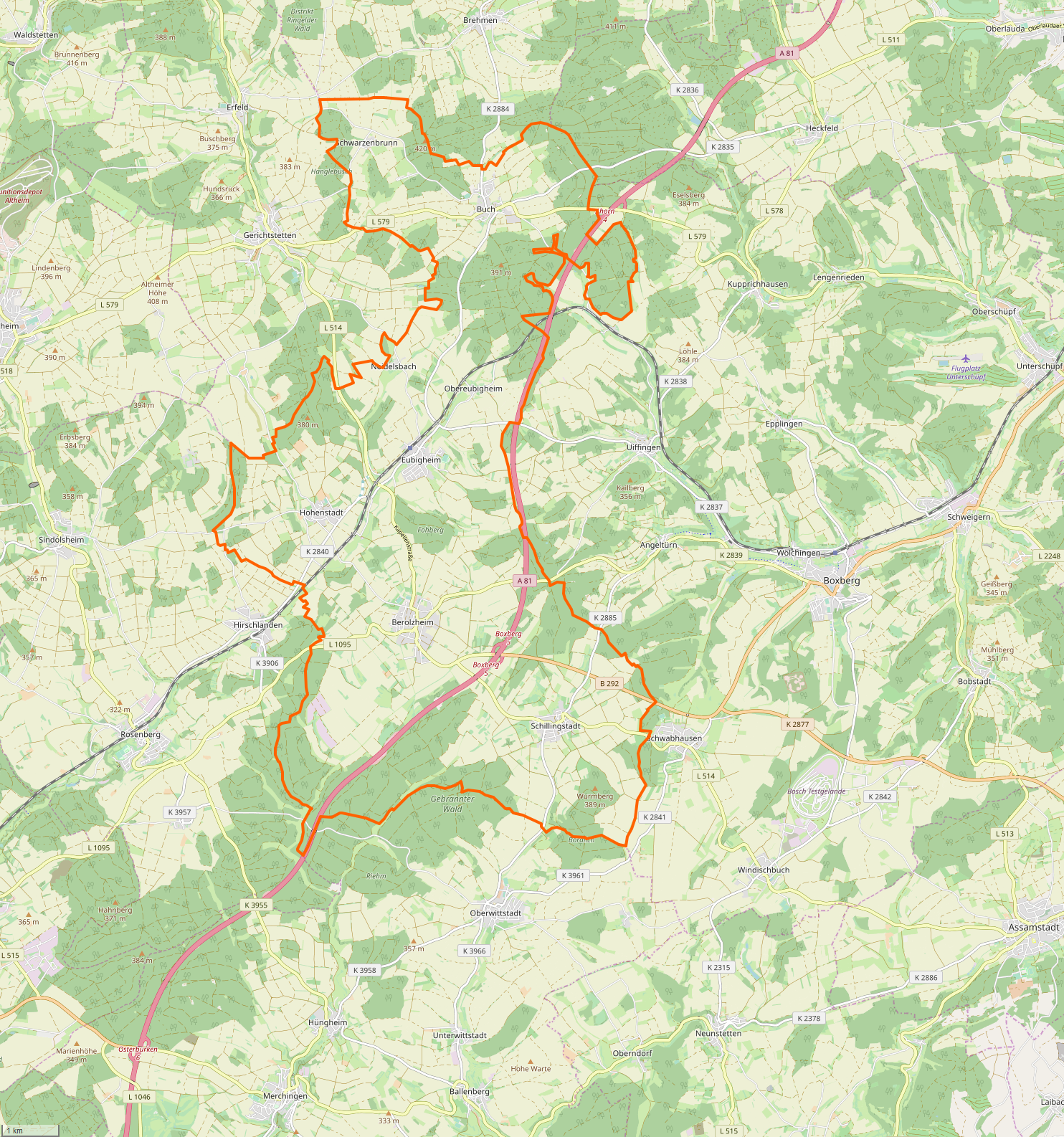
Gemarkung und Lage der Gemeinde Ahorn

Wappen der Gemeinde Ahorn

Diese Liste der Straßennamen von Ahorn zeigt die Namen der aktuellen und historischen Straßen, Gassen, Wege und Plätze der Gemeinde Ahorn und deren Ortsteilen (Berolzheim, Buch am Ahorn mit dem Weiler Schwarzenbrunn, Eubigheim mit (Unter-)Eubigheim und der Weiler Obereubigheim, Hohenstadt und Schillingstadt) sowie deren Namensherkunft, Namensgeber oder Bedeutung, sofern bekannt.
Der Artikel ist Teil der übergeordneten Liste der Straßennamen im Main-Tauber-Kreis. Die Liste erhebt keinen Anspruch auf Vollständigkeit.
| Rad- und Wanderwege – Literatur – Weblinks |

## A
- A 81 –  Die Bundesautobahn 81 (von Würzburg bis Gottmadingen) verläuft zwischen den Anschlussstellen „Ahorn“ und „Boxberg“ durch das Gemeindegebiet von Ahorn. Die Anschlussstelle 4 („Ahorn“) der A 81 liegt jedoch kurioserweise auf der Gemarkung von Boxberg-Kupprichhausen.[2] Die Anschlussstelle 5 („Boxberg“) liegt hingegen auf der Gemarkung von Ahorn-Schillingstadt.[3] Die Anschlussstellen Dreieck Würzburg-West (Anschlussstelle 1) und Gerchsheim (Anschlussstelle 2) liegen beide auf der Gemarkung der unterfränkischen Gemeinde Kist im Landkreis Würzburg.[4] Die erste Anschlussstelle im Main-Tauber-Kreis liegt in Tauberbischofsheim (Anschlussstelle 3).[5]
- Allee – im Ortsteil Eubigheim
- Alte Berolzheimer Straße – im Ortsteil Schillingstadt in Richtung des Ortsteils Berolzheim
- Alte Schillingstadter Straße – im Ortsteil Berolzheim in Richtung des Ortsteils Schillingstadt
- Alter See – im Ortsteil Schillingstadt
- Am Bahndamm – im Ortsteil Eubigheim neben der Frankenbahnstrecke
- Am Berg – im Ortsteil Eubigheim
- Am Eichwald – am Wohnplatz Waschgrube auf der Gemarkung des Ortsteils Buch am Ahorn
- Am Hochbehälter – im Ortsteil Eubigheim
- Am Rain – im Ortsteil Eubigheim
- Am Ring – im Ortsteil Schillingstadt
- Am Spielplatz – im Ortsteil Eubigheim
- Am Trieb – im Ortsteil Buch am Ahorn
- Am Weiher – im Ortsteil Eubigheim
- An der Steige – im Ortsteil Hohenstadt
- Angeltürner Straße – im Ortsteil Schillingstadt in Richtung des Boxberger Stadtteils Angeltürn
- Anschlussstelle Boxberg – Diese Anschlussstelle der A 81 befindet sich kurioserweise auf der Gemarkung von „Ahorn“-Schillingstadt. Die vorausgehende Anschlussstelle Ahorn liegt hingegen auf der Gemarkung von „Boxberg“-Kupprichhausen; siehe auch Liste der Straßennamen von Boxberg (Baden).

## B
- B 292 – bei den Ortsteilen Schillingstadt und Berolzheim; Anbindung an die A 81
- Badgasse – im Ortsteil Berolzheim
- Bahnhofstraße – im Ortsteil Eubigheim am namengebenden Bahnhof Eubigheim der Frankenbahnstrecke[6]
- Beim Heuacker – im Ortsteil Schillingstadt
- Berolzheimer Straße – im Ortsteil Hohenstadt in Richtung des Ortsteils Berolzheim
- Bleichwiesen – im Ortsteil Hohenstadt
- Brunnengasse – im Ortsteil Buch am Ahorn
- Brunnenstraße – im Ortsteil Schillingstadt
- Bürgermeister-Hafner-Straße – im Ortsteil Eubigheim

## C
- Charlottenberg – im Ortsteil Eubigheim

## D
- Dolleshof – im Ortsteil Eubigheim
- Dorfblick – im Ortsteil Eubigheim
- Dorfstraße – im Ortsteil Berolzheim

## E
- Engelhardtstraße – im Ortsteil Schillingstadt
- Enges Gründlein – im Ortsteil Buch am Ahorn
- Erfastraße – im Ortsteil Buch am Ahorn
- Eubigheimer Straße – im Ortsteil Hohenstadt in Richtung des Ortsteils Eubigheim

## F
- Freiheit – im Ortsteil Buch am Ahorn
- Friedhofsweg – im Ortsteil Berolzheim

## G
- Gänsäcker – im Ortsteil Berolzheim
- Gartenstraße – im Ortsteil Schillingstadt

## H
- Hasenpfad – im Ortsteil Eubigheim
- Hasselbachweg – im Ortsteil Schillingstadt
- Hauptstraße – im Ortsteil Berolzheim
- Helmstheimer Straße – im Ortsteil Hohenstadt in Richtung der Kleinsiedlung Helmstheim auf der Gemarkung des Hardheimer Ortsteils Gerichtstetten
- Heuweg – im Ortsteil Schillingstadt
- Hirschlander Straße – im Ortsteil Hohenstadt in Richtung des Rosenberger Ortsteils Hirschlanden
- Hofgartenweg – im Ortsteil Berolzheim
- Hohe Straße – im Ortsteil Buch am Ahorn
- Hohenstadter Weg – im Ortsteil Berolzheim in Richtung des Ortsteils Hohenstadt
- Hohlweg – im Ortsteil Berolzheim
- Holzspitze – beidseitiger Autobahnparkplatz der Bundesautobahn 81 auf der Gemarkung Ahorns

## I
- Im Haag – im Ortsteil Hohenstadt
- Im Türlein – im Ortsteil Schillingstadt
- In den Heldern – im Ortsteil Berolzheim
- In der Barth – im Ortsteil Schillingstadt
- In der Röss – im Ortsteil Berolzheim
- Industriestraße – im Ortsteil Eubigheim

## K
- K 2835 – in den Ortsteilen Buch am Ahorn und Eubigheim
- K 2837 – im Ortsteil Eubigheim
- K 2839 – im Ortsteil Berolzheim
- K 2840 – im Ortsteil Hohenstadt
- K 2884 – im Ortsteil Buch am Ahorn
- Kapellenstraße – im Ortsteil Berolzheim
- Kerster Weg – im Ortsteil Berolzheim
- Kirchbrunnenstraße – im Ortsteil Berolzheim
- Kirchplatz – im Ortsteil Schillingstadt
- Kirchweg – im Ortsteil Hohenstadt
- Kirnaustraße – Im Ortsteil Eubigheim, benannt nach der Kirnau, einem fast 24 km langen linken Nebenfluss der Seckach im nordbadischen Bauland. Der Eubigheimer Bach mündet bei Rosenberg von links in die Kirnau.

## L

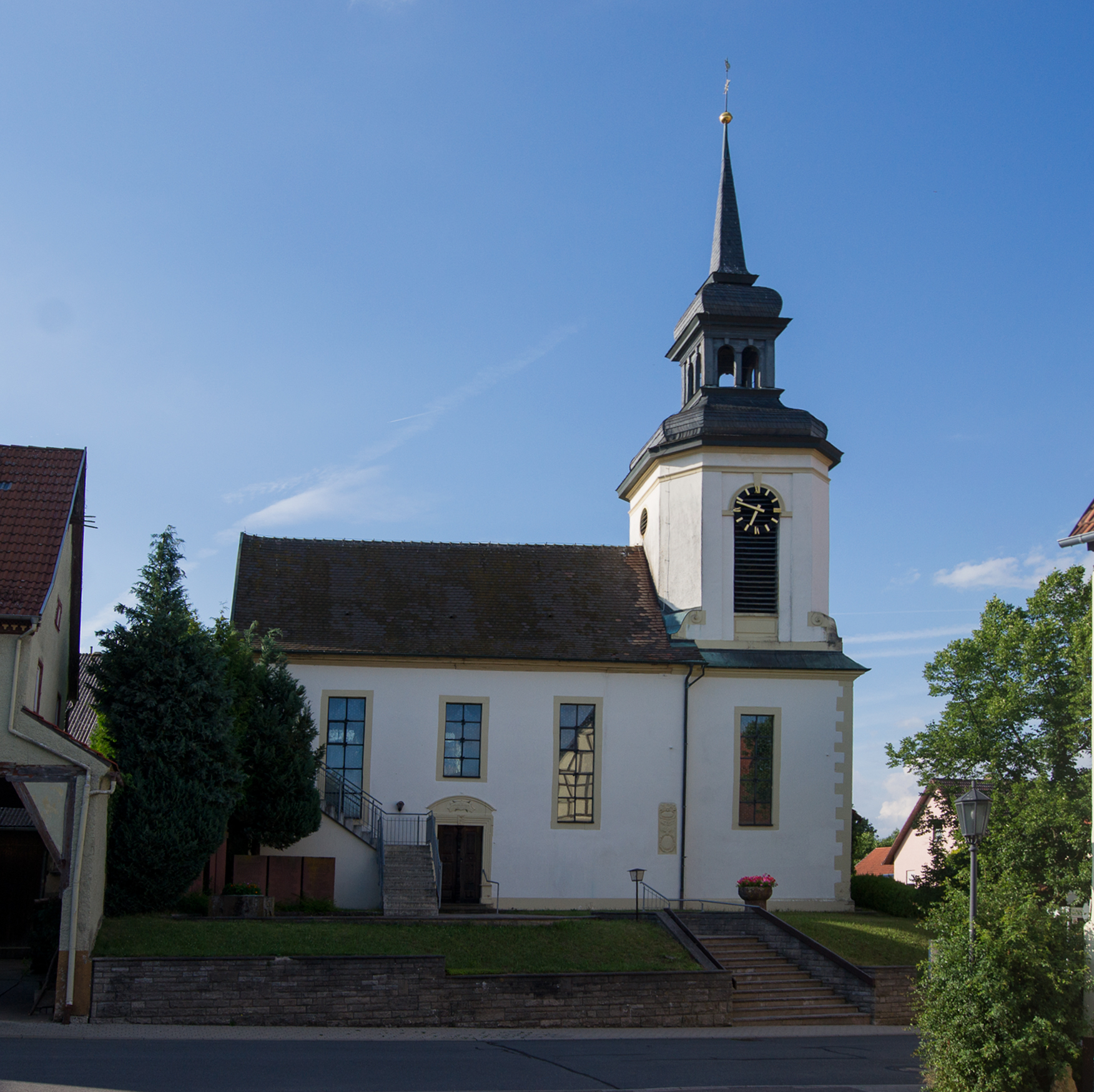
Evang. Kirche Buch am Ahorn, Lindenstraße 31

- L 514 – in den Ortsteilen Berolzheim und Schillingstadt
- L 579 – im Ortsteil Buch am Ahorn
- L 1095 – im Ortsteile Berolzheim
- Lange Straße – im Ortsteil Schillingstadt
- Langengarten – im Ortsteil Hohenstadt
- Langenhansen – im Ortsteil Buch am Ahorn
- Lindenstraße – im Ortsteil Buch am Ahorn

## M
- Meisenstraße – im Ortsteil Eubigheim
- Milchgasse – im Ortsteil Hohenstadt
- Mühlrainstraße – im Ortsteil Eubigheim

## N
- Neidelsbach – im gleichnamigen Wohnplatz Neidelsbach auf der Gemarkung des Ortsteils Eubigheim[7]
- Neidelsbacher Straße – im Ortsteil Eubigheim in Richtung des Wohnplatzes Neidelsbach

## O
- Obereubigheim – in der gleichnamigen Kleinsiedlung Obereubigheim auf der Gemarkung des Ortsteils Eubigheim[8]
- Oberwittstadter Straße – im Ortsteil Schillingstadt in Richtung des Ravensteiner Stadtteils Oberwittstadt
- Ölmühle – im Ortsteil Schillingstadt

## P
- Panoramaweg – im Ortsteil Eubigheim

## R
- Rathausgasse – im Ortsteil Berolzheim
- Ringstraße – im Ortsteil Hohenstadt
- Römerstraße – im Ortsteil Buch am Ahorn
- Rotegartenstraße – im Ortsteil Berolzheim
- Rübenäcker – im Ortsteil Berolzheim

## S
- Sackgasse – im Ortsteil Eubigheim
- Schloßstraße – im Ortsteil Eubigheim
- Schollhöfer Straße – im Ortsteil Schillingstadt
- Schulstraße – im Ortsteil Eubigheim
- Schwarzenbrunn – in der gleichnamigen Kleinsiedlung Schwarzenbrunn auf der Gemarkung des Ortsteils Buch am Ahorn[9]
- Seestraße – im Ortsteil Buch am Ahorn
- Sindolsheimer Straße – im Ortsteil Hohenstadt in Richtung des Rosenberger Ortsteils Sindolsheim
- Steckbrunnenstraße – im Ortsteil Eubigheim
- Steigeweg – im Ortsteil Berolzheim
- Steingasse – im Ortsteil Berolzheim
- Steinigweg – im Ortsteil Hohenstadt

## T
- Talblick – im Ortsteil Eubigheim
- Tuchgartenstraße – im Ortsteil Berolzheim
- Turnhallenstraße – im Ortsteil Schillingstadt

## V
- Vierzehnmorgen – im Ortsteil Eubigheim
- Vohbergstraße – im Ortsteil Eubigheim

## W
- Waldblick – im Ortsteil Hohenstadt
- Waschgrube – am Wohnplatz Waschgrube auf der Gemarkung des Ortsteils Buch am Ahorn[10]
- Weidenäcker – im Ortsteil Berolzheim
- Wiesenweg – im Ortsteil Eubigheim
- Wolfsrain – im Ortsteil Buch am Ahorn

## Z
- Zehntweg – im Ortsteil Berolzheim
- Zum Eulenberg – im Ortsteil Schillingstadt
- Zum Grillplatz – im Ortsteil Hohenstadt
- Zum Paradies – im Ortsteil Eubigheim
- Zum Torgarten – im Ortsteil Hohenstadt

## Rad- und Wanderwege
- Grünkern-Radweg – Rundtour[11]
- Regioradeln Liebliches Taubertal – Erlebnistour 8 – Auf den Spuren des Grünkerns[12]
- LT 19 – Grünkern und Streuobstwiesen (Wanderweg Nr. 19 im Lieblichen Taubertal)[13]